# Révfülöp
Révfülöp nagyközség Veszprém vármegyében, a Tapolcai járásban. Szent István király korától az 1950-es megyerendezésig Zala vármegyéhez (a vármegye fogalmának megszüntetése után Zala megyéhez) tartozott, csak utána sorolták át Veszprém megyébe.
A település és környéke a második világháború után vált kedvelt balatoni üdülőhellyé. Az évente megrendezett és hagyományos tömegrendezvénnyé vált Balaton-átúszó versenyt a Révfülöp és Balatonboglár közé eső 5,2 kilométeres távon rendezik, ez is rengeteg látogatót vonz a településre.

## Fekvése
A Balaton északi partján helyezkedik el, a tó nyugati medencéjének nagyjából a középső részén. A közvetlenül határos települések: északkelet felől Balatonszepezd, nyugat-délnyugat felől Balatonrendes, északnyugat felől pedig Kővágóörs. Vízterületei révén dél felől határos még Balatonboglárral, illetve kis híja van csak annak, hogy nem határos még Balatonlellével is.

### Megközelítése
A településen kelet-nyugati irányba végighalad a 71-es főút, így autóval egyszerűen megközelíthető az ország távolabbi részei felől is. Kővágóőörssel a 7314-es út köti össze, ezen érhetők el a Balaton-felvidék egyik különleges tájegysége, a Káli-medence más települései is. Országos közútnak számít még a településen a belterület északi szélén végighúzódó, a 7314-est a 71-es főúttal (Kővágóörs Pálköve nevű tóparti községrészével) összekötő 73 125-ös számú mellékút is.
Vonattal ugyancsak könnyen elérhető, a MÁV 29-es számú Székesfehérvár–Balatonfüred–Tapolca-vasútvonalon. A vonalnak egy állomása van a határai között, Révfülöp vasútállomás, amely a település központjában található.

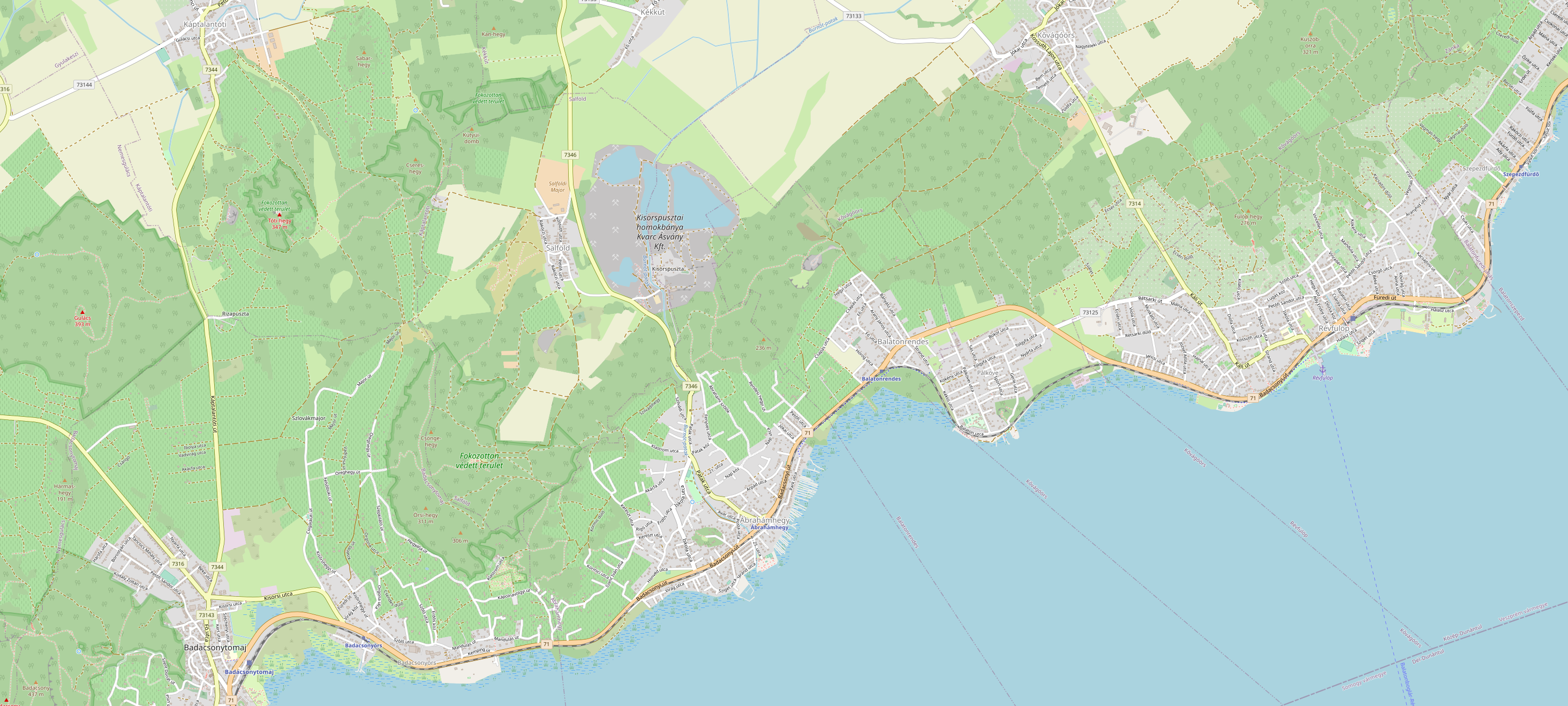
A település és környékének térképe

Hajóval a Balaton déli partjáról a Balatonboglár és Révfülöp között közlekedő rendszeres átkelőjárattal lehet eljutni a településre. A két helység között 5 kilométer széles a Balaton, a hajók naponta több alkalommal is megteszik a távot, a menetidő mindössze 25 perc.

### Földrajza
A Fülöp-hegy és a Rétsarki-major térségében felszínen levő, valószínűleg karbon korú fillit, kvarcfillit és agyagpala a terület legidősebb földtani képződménye. Ettől északra és délre, a kőtenger körül, nagy területeket borít a felszínen is a perm időszaki vöröshomokkő és konglomerátum a Küszöb orrán, a Fenyős-tetőn és a Tepécs-hegyen. A permi homokkő felszínét főleg a mélyedéses részeken, permből átmosott agyag fedi, erre települ a pannóniai korú homok. A Balaton-felvidék jellegzetes talajai a permi homokkövön képződött vörös talajok. Ilyen képződmény a csopaki, balatonszepezdi és révfülöpi szőlők, kertek messziről vöröslő talaja.

## Története
Wenzel Gusztáv Árpádkori új okmánytár. Codex diplomaticus Arpadianus continuatus. VI. 890–1235.című művében szerepel az 1093-ban kiadott (Szent László korára hamisított) oklevél, amelyben Szent László király a tihanyi apátság birtokát és jogosítványait megerősíti „XIII mansiones cum tribus molendinis aliisque appertinencijs; villa Pilip cum portu in loco Chazta, cuius terminus ab occidente iuxta villam Echir in congerie lapidum ab aquilone in cacumine moncium ab oriente versus villam Zepesd Abbatis Simigiensis;”.
Kovács Éva A Tihanyi összeírás mint helynévtörténeti forrás című művében azt olvashatjuk, hogy az 1211-ből származó „Tihanyi összeírás” nevű, egykorú és eredetiben fennmaradt nyelvemlékünkben a tihanyi apátság tizenhetedik birtokaként, az egykori Zala vármegyei (Rév)Fülöp település is szerepel „Villa Pilip cum portu” néven.
Filip. Villa Pilip cum portu in loco Chazta. (1093: Árpádk. új okmt. VI. 67.) Pylyp. (1358: Pannonh. főapáts. házi llt. Tihany, f. 1. n. 17. A.) Poss. Philiph. (1374: Zalai oklt. II. 91.) – Ma puszta Fülöp néven, a Balaton partján, Kővágó-Örs mellett. (Közelében Császta nevű hegygyel. Pesty. Helynev. I. 61.)
Révfülöp egyik területrészét és strandját ma is Császta néven nevezik. A településnél ősi rév volt a tavon keresztül. Révátkelők voltak Boglár-Rendes (Pálköve), illetve Révfülöp-Boglár között. Révfülöp kikötőrévét oklevelek szerint már a 11-12. századtól kezdődően használták. Egy 1451 évi oklevél említi, hogy a Balaton északi szélén húzódó út a fülöpi rév mellett haladt. 1330-ban „Zygethrew" alakban, vagyis „Szigetrév" néven tudunk a helyről, amely a révhez vezető útról is ír. Egy 1389-ben készült oklevél „Hajorew", azaz „Hajórév" néven említi. A fülöpi réven keresztül átkelve aztán Bogláron át. Simontornyán keresztül vezetett az út a Duna partján lévő folyami átkelőhöz.
Csánki Dezső Magyarország történelmi földrajza a Hunyadiak korában című műve szerint „Filip. Villa Pilip cum portu in loco Chazta. (1093: Árpádk. új okmt. VI. 67.) Pylyp. (1358: Pannonh. főapáts. házi llt. Tihany, f. 1. n. 17. A.) Poss. Philiph. (1374: Zalai oklt. II. 91.) – Ma puszta Fülöp néven, a Balaton partján, Kővágó-Örs mellett. (Közelében Császta nevű hegygyel. Pesty. Helynev. I. 61.)”
A virágzó középkori települést a törökök elpusztították. 1541-ben az adóösszeírók már lakatlanul és felégetve találták. Révfülöp ezt követően kopár és elhagyatott területté vált, majd Kővágóörs promontóriumaként (szőlőhegyeként) gyéren lakott puszta lett. A rendesi Bárány család tagjai 1752-ben azonban a révforgalmat újraindították. Mikoviny Sámuel az 1753-ban készült térképén a tihanyi és fonyódi rév mellett már jelezte a Révfülöpöt és Boglárt összekötő balatoni révet is. 1779-ben már révházról is tudósít egy korabeli forrás. A teherszállításon kívül személyszállítást végeztek, embert, követ és bort szállítottak a déli partra, aratás után visszafelé pedig gabonát az aratóikkal együtt és terményeket is hordtak a hajók az Észak-Dunántúlra. Telente a megerősödött jégpáncélon nád- és kőszállítás folyt Révfülöp és Boglár között szánon és szekereken. A nád és a kő ugyanis hiánycikk volt a déli parton.
A Balaton déli partja itt van a legközelebb a tó nyugati felén. A révhajózás összeforrt a település történetével. 1796. július 9-én történt a Balaton eddigi legnagyobb tragédiája, amely a révfülöpi révhez kötődik. Az ekkor már Ságvári György birtokán és üzemeltetésében működő fülöpi rév a mai révfülöpi hajókikötő területén működött.
Egy révhajó balesete során „midőn a Szegénysgh Somogyra aratás végett indula” 58 ember halt meg. A balesetet szenvedett révhajó jó időben indult el, aratómunkásokat szállított Boglárra, a déli partra. Feltételezés szerint, mivel két másik hajó már útra kelt Boglár felé, sok utas csak az utolsó hajóval tudott elindulni. Két összekötözött, nagyméretű, tölgyfából készült bödönhajó alkotta a révhajót. A bakonyi főnnek is nevezett bukószél, a Bakony felől érkező erős északi szél csapott le a tavon már félig átjutott hajóra. Amikor a hajó kormányát rögzítő kenderkötél elszakadt („…a Kormány Gúzsa el szakadván–”.), az irányíthatatlanná vált hajó felborult, és a révész a Somogyba induló aratócsapattal együtt a vízbe zuhant. A hajón tartózkodó hatvanegy ember közül csak a tapasztalt révész és két utasa, a 28 éves tapolcai Dervarits László és Szűcs Péter Ádám menekült meg, ötvennyolc ember azonban a balatoni vihar áldozatává vált. Első fokon a révészt 30 pálcaütésre ítélték és a révészszolgálattól végleg eltiltották, de a vád fellebbezett. A másodfokú eljárás végét azonban nem érte meg a révész, mert 1797. március 1-jén meghalt a börtönben.

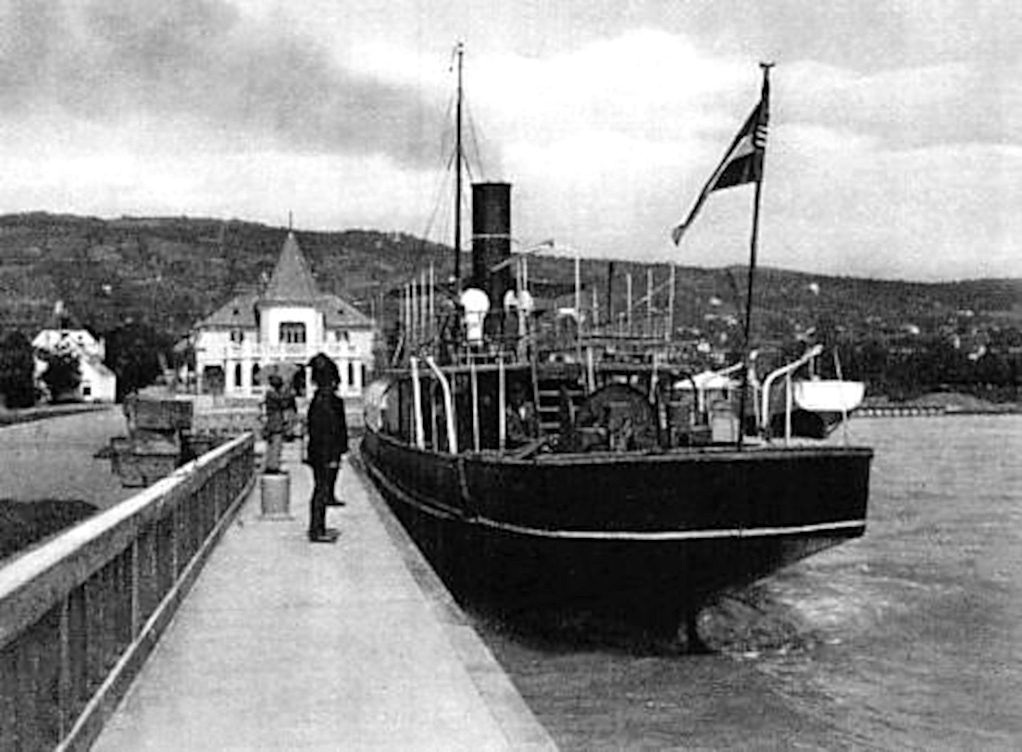
A Kelén csavargőzös a révfülöpi kikötőben (1923)

A balesetet követően az addig használt labilis kötözött bödönhajók helyett biztonságosabb palánkos dereglyéket, majd vitorláskompokat alkalmaztak a rév vonalán. A tragédia áldozatainak emlékét a déli parton, a révjárat balatonboglári célállomásán felállított emlékmű is őrzi.
1846. április 5-én megtörtént a Balaton Gőzhajózási Társaság megalakulása, a „magyar tengeren” pedig megindult a gőzhajó közlekedés a siófok-füredi vonalon kívül Badacsonytomajra, Almádira és a gazdaságilag is fontos rév útvonalán, Révfülöp és Boglár között is. 1871-ben megalakult a révhajózás lebonyolítására a Zala-Somogy Gőzhajózási Társaság, ennek a vállalatnak a révhajója volt a tó első csavargőzöse, amelynek a neve az 1872-ben épült „Balaton" volt. Ez a hajó nemcsak Boglár és Révfülöp között működött, mint átkelő-járat, hanem egyéb különjáratokat is vállalt. A század vége felé a Révfülöp és Boglár közötti rév járatait kora tavasszal, „mihelyt a Balaton jege elzajlott”, minden évben megkezdték.
Czigány Károly jogász és író itteni villája a 19. század utolsó harmadában a szűkebb vidék társadalmi életének egyik központi fórumának számított, több író és művész is megfordult itt. Sokat tett Révfülöp fürdőteleppé történő alakításáért. Ekkoriban már a Balaton nem mint kulturális központ, hanem mint fürdőközpont lendült föl. A villa- és üdülőtulajdonosok 1899-ben megalakították a Révfülöpi Fürdő- és Partszépítő Egyesületet, amelynek évtizedeken át első elnöke Szontagh Tamás geológus volt. Az egyesület településfejlesztő tevékenysége révén a település kedvelt balatoni üdülőhellyé vált.
1912-ben épült meg a község modern kikötője. A korabeli leírás szerint az egymólós, nyílt vízi, két nagyhajó kikötésére alkalmas magas partfalú révállomás talaja, közepes keménységű márgás iszap. A kikötő mellett nyugat felé a nádas területét 1936-37-ben a kikötő építése során kikotort anyaggal töltötték fel amellyel a Balaton partvonalát biztosították.
A 19. század végén, mint egész Európában, a bortermő szőlő termesztésének kultúráját tönkretette a szőlőpusztító gyökértetű, a filoxéra, de a község területén ma már újra sokan gondoznak kisebb-nagyobb szőlőskerteket. A terület a balaton borrégióhoz, azon belül a badacsonyi borvidékhez tartozó szőlőtermő táj. A település a „Badacsonyi Borfalvak Hegyközség” tagja.
A második világháború idején a révfülöpi kikötőben süllyesztették el a Kelén és a Tünde hajókat. Ennek előzménye az volt, hogy a hajók gépházában a németek robbanóanyagot helyeztek el, ám a magyar hajósok 1945. március 27-én, a hajók megmentése érdekében, a fenékcsapok megnyitásával elsüllyesztették mindkét hajót, hogy a visszavonuló német csapatok ne robbanthassák fel őket. A németek valóban a balatoni hajóparkhoz tartozó összes hajót felrobbantották, kivéve a révfülöpi kikötő előtt elsüllyesztett, de épen maradt két hajót, amelyeket később kiemeltek és helyreállítottak. 1946 nyarán ismét megindulhatott a rendszeres rév- és hajóforgalom.
1943-ban vált önálló településsé, 1973. április 15-étől pedig a Káli-medence régióközpontja és annak közigazgatási székhelyeként nagyközséggé vált. 1989-től önálló nagyközségi rangú település, a Balaton térségének egyik legdinamikusabban fejlődő üdülőhelye. A település 2011-ben ünnepelte okleveles említésének 800 éves jubileumát.
Nyaranta rendszeresen a révfülöpi móló a forgatási helyszíne a „Balatoni nyár” című élő televíziós magazinműsornak.

## Közélete

### Polgármesterei
- 1990–1994: Dr. Mihovics István (Révfülöp Nagyközségért Egyesület)[57]
- 1994–1998: Dr. Mihovics István (független)[58]
- 1998–2002: Dr. Mihovics István (független)[59]
- 2002–2006: Dr. Mihovics István (független)[60]
- 2006–2010: Miklós Tamás (független)[61]
- 2010–2012: Miklós Tamás (független)[62]
- 2013–2014: Kondor Géza (független)[63]
- 2014–2019: Kondor Géza (független)[64]
- 2019–2024: Kondor Géza (független)[65]
- 2024– : Kondor Géza (független)[1]

A településen 2013. február 24-én időközi polgármester-választást (és képviselő-testületi választást) tartottak, az előző képviselő-testület önfeloszlatása miatt. A választáson az addigi polgármester is elindult, de három jelölt közül csak a második helyet érte el.

## Népesség
A település népességének változása:
| Lakosok száma | 1187 | 1200 | 1174 | 1270 | 1079 | 1255 | 1242 |
|               | 2013 | 2014 | 2015 | 2021 | 2022 | 2023 | 2024 |

A 2011-es népszámlálás idején a lakosok 79,9%-a magyarnak, 3,2% németnek, 0,6% cigánynak mondta magát (19,9% nem nyilatkozott). A vallási megoszlás a következő volt: római katolikus 43,7%, református 5,7%, evangélikus 3,9%, görögkatolikus 0,5%, felekezeten kívüli 8,9% (37% nem nyilatkozott).
2022-ben a lakosság 88,7%-a vallotta magát magyarnak, 3,8% németnek, 0,5% cigánynak, 0,1-0,1% horvátnak, románnak, lengyelnek és görögnek, 2,5% egyéb, nem hazai nemzetiségűnek (10,5% nem nyilatkozott; a kettős identitások miatt a végösszeg nagyobb lehet 100%-nál). Vallásuk szerint 37,3% volt római katolikus, 5% evangélikus, 4,4% református, 0,6% görög katolikus, 0,1% ortodox, 0,7% egyéb keresztény, 0,6% egyéb katolikus, 12% felekezeten kívüli (38,8% nem válaszolt).

## Balaton-parti strandok
1899-ben alakult meg a Révfülöpi Fürdő- és Partszépítő Egyesület. A megalakulás után nagyszabású strandépítéssel és a balatonpart parkosításával, fásításokkal kialakította a modern fürdőváros alapjait. Révfülöp központjától keletre és nyugatra két, a tóba nyúló földnyelven jött létre a szigeti és császtai strandfürdő.
- „Császtai” strand - a balatoni kerékpárút mellett és a 71-es főút mellett Balatonrendes irányában[70]
- „Szigeti” strand - a vasútállomástól 400 méterre, a labdarúgó pálya mellett[71][72]

## Nevezetességek, látnivalók
- Evangélikus templom
- "Szigeti" templomrom

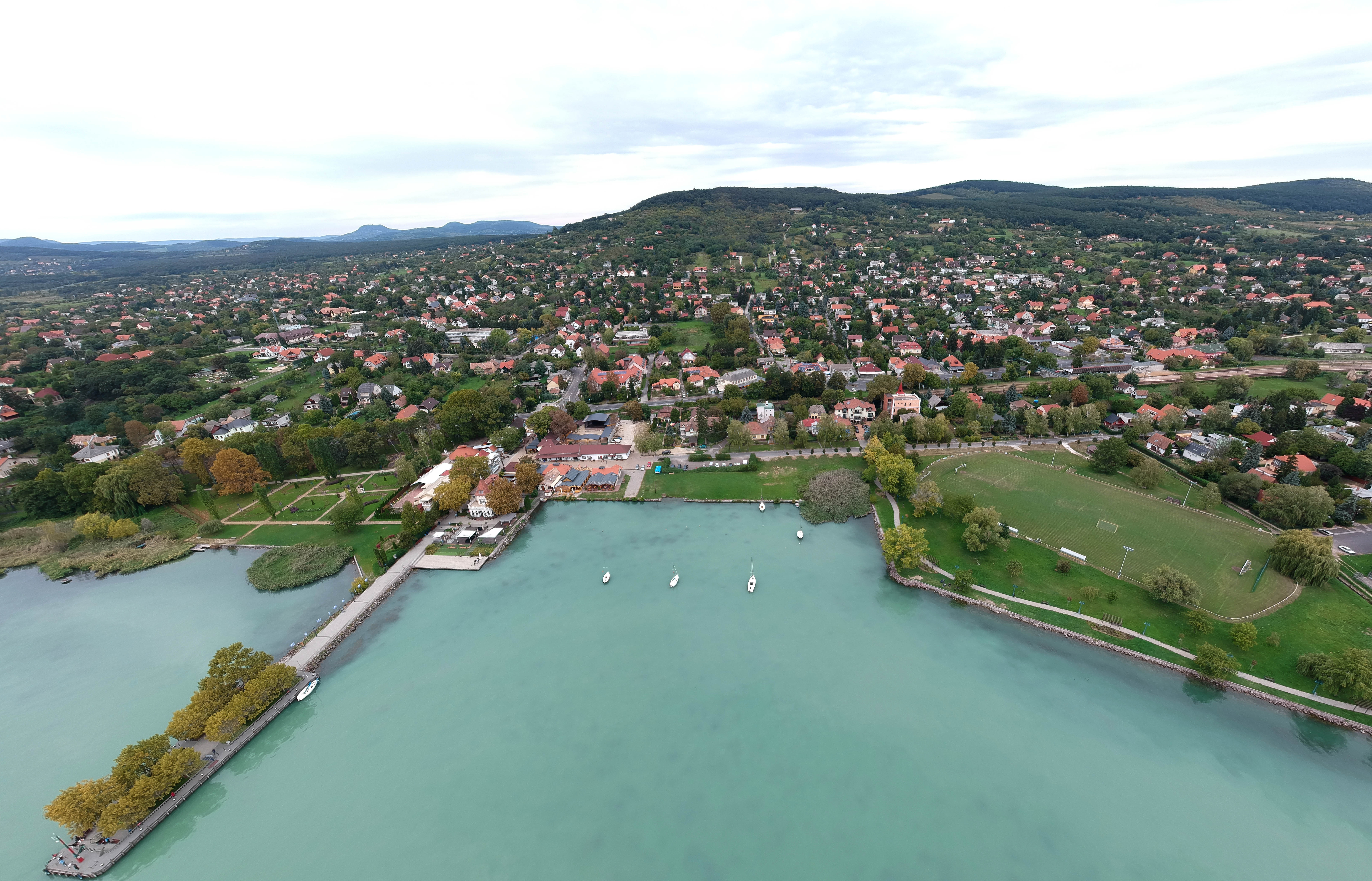
A nevezetes révfülöpi révkikötő és hajókikötő, amely a hagyományos Balaton-átúszás rajthelye is (2018)

- Ecsérpusztai templomrom (Révfülöp közelében, de Kővágóörs közigazgatási területén)[74]
- Munkás Szent József katolikus plébánia templom, Tervező: Török Ferenc 1978-1982[75]
- Ordass Lajos Evangélikus Oktatási és Konferencia központ[76]
- Hajóállomás épülete[77]
- Az évente megrendezett Balaton-átúszó verseny[78]
- Vitorláskikötő egy ősfás parkban kiépített modern kikötő[79]
- Békakirály ivókútja – Raffay Béla szobrászművész munkája (1994)[80] - márvány és bronz alkotás a Halász utca végén[81]
- Tarr Miklós szobrászművész Révész című alkotása a móló bejáratánál[82]
- Fülöp-hegyi (Millenniumi) kilátó: 295 méter tengerszint feletti magasságban helyezkedik el, 22 m magas. 2001-ben épült Pelényi Gyula tervei alapján a magyar államalapítás ezeréves évfordulójának emlékére, Révfülöp külterületén.[83] A kilátótorony legfelső szintjéről bontakozik ki a Badacsony, a tanúhegyek és a Balaton déli partjának körülbelül 270 fokos[80] panorámája. A kilátó 2020 februárjában leégett,[84] 2021 július közepére újjáépült.[85]
- Tóparti Galéria[86]
- Pincekiállítás[87]
- Hajóállomás mólója[80]
- A Kelén és a Tünde hajók elsüllyesztőinek emléktáblája[88]
- Révfülöpi Rózsakert - a 2010-ben történt felújításakor 1390 tő rózsát és számos más növényt, virágot ültettek el a parkban. A pihenőkert és játszótér mellett halad el a Balatoni kerékpárút[89][90]
- Villa Filip Napok - Révfülöp hagyományos ingyenes nyári fesztiválja[91]
- Honismereti Gyűjtemény – Itt található többek között Poeltenberg Ernő aradi vértanú búcsúlevele[92]

## Galéria
- Fülöp-hegyi millenniumi kilátó[93] (2006)
- A fülöpi, vagy más néven a szigeti templomrom[94][95] (2018)
- Az ecsérpusztai templomrom[96] (2018)
- Tarr Miklós alkotása, a Révész (2014)
- Békakirály ivókút (2008)
- A „Császtai” strand bejárata, előtte halad el a Balatoni kerékpárút (2013)
- A „Szigeti” strand[97] (2010)
- Az 1983-ban állított emléktábla a Kelén és a Tünde hajók megmentőinek (2014)
- A rév régi partrésze, ma már a fürdővendégeket szolgálja (2008)
- Révfülöp – Üdülőszálló vitorláskikötő[98] (2018)

## A település az irodalomban
- Révfülöp, ezen belül a település kikötője a helyszíne Fehér Béla Tengeralattjáró Révfülöpön című novellájának, ami az író azonos című novelláskötetének a címadó darabja is egyben.